# Baykar
Baykar (türkisch Baykar Makina; englisch Baykar Technology) ist ein 1984 in der Türkei gegründetes Unternehmen, das Drohnen, passende Kontrollsysteme und Ausbildungsprogramme für deren Einsatz anbietet.

## Geschichte
Das Unternehmen wurde 1984 von dem Ingenieur Özdemir Bayraktar (1949–2021) gegründet und war zunächst als Zulieferer für die Automobilindustrie tätig. Der Firmenname Baykar ist dabei zusammengesetzt aus den drei Anfangsbuchstaben von Bayraktar und Kardeşler (türkisch für „Geschwister“).
Ein Exportverbot der USA für Schlüsseltechnologien zum Bau sogenannter „Killerdrohnen“ hinderte das türkische Militär am Kauf solcher Systeme. So hatte etwa der damalige Premierminister Recep Tayyip Erdoğan in den 2010er Jahren versucht, amerikanische Predator-Drohnen anzukaufen. Baykar begann unter Leitung von Selçuk Bayraktar, der zuvor Doktorand an der University of Pennsylvania in den USA war, ein eigenes Entwicklungsprogramm. Als ein Kernelement für den Bau bewaffneter Drohnen gilt dabei das Leitsystem für die Führung der eingesetzten Bomben und Raketen. Das 2014 zum Patent angemeldete Hornet-System des amerikanischen Konzerns L3 Harris wurde von dessen Tochtergesellschaft EDO MBM Technology im Vereinigten Königreich nach Presserecherchen an Baykar verkauft. Baykar absolvierte im Dezember 2015 den ersten erfolgreichen Test zum Einsatz sogenannter Micro-Munition der türkischen Firma Roketsan durch eine hauseigene Drohne.
Baykar-Drohnen wurden bedeutender Bestandteil der türkischen Militärstrategie und wurden unter anderem in großem Umfang gegen kurdische Kämpfer der PKK in Nordsyrien während der türkischen Militäroffensive auf Afrin Anfang 2018 eingesetzt. Das Muster Bayraktar TB2, mit seiner Flugzeit von mehr als 24 Stunden, einer Flughöhe von bis zu 7300 Metern und einer Bewaffnung von bis zu 150 kg Gesamtgewicht, wurde dabei zum Gegenstand nationalen Stolzes stilisiert.
Weiter lieferte Baykar das TB2-Modell an die Truppen der Libysch-Nationalen Armee im Bürgerkrieg in Libyen seit 2014 und Ende 2019 auch an die Ukraine. Auch im Russischen Überfall auf die Ukraine im Jahr 2022 wurde die Drohne eingesetzt.
Am 14. Dezember 2022 absolvierte die Baykar Bayraktar Kızılelma, die erste türkische Drohne mit einem Turbinen-Strahltriebwerk ihren Jungfernflug. Baykar hofft bis 2024 ihr erstes Werk außerhalb der Türkei und zwar in der Ukraine zu bauen.
Baykar wurde wiederholt vorgeworfen, von Nepotismus durch den türkischen Präsidenten Recep Tayyip Erdoğan zu profitieren. So genehmigte etwa die türkische Regierung Anfang 2020 Mittel im Gegenwert von 100 Millionen US-Dollar für Baykar, um die Drohnen-Forschung voranzutreiben, wobei Selçuk Bayraktar als Entwicklungschef von Baykar auch Erdoğans Schwiegersohn ist, während gleichzeitig ein anderer Schwiegersohn des Präsidenten, Berat Albayrak, als Finanzminister der Regierung fungierte.